# Prosimulium woodorum
Prosimulium woodorum är en tvåvingeart som beskrevs av Peterson 1970. Prosimulium woodorum ingår i släktet Prosimulium och familjen knott.
Artens utbredningsområde är British Columbia. Inga underarter finns listade i Catalogue of Life.